# 東洋倉庫
東洋倉庫株式会社（とうようそうこ、TOYO Warehouse Corporation）は、かつて埼玉県春日部市に存在した荷物の、保管・荷役から加工、配送までを行っている会社である。現在は、東京都立川市に本社を置く多摩運送株式会社に事業譲渡されている。

## 概要
- 東洋倉庫株式会社と、配送部門に特化した東洋物流株式会社で東洋 (1040) グループを形成する。
- 東洋倉庫株式会社は春日部に所在するグループ本社（総務部・営業部・システム課）を中心に、春日部センター（春日部本社と同所に所在する倉庫）、野田センター（千葉県野田市に所在する倉庫）、運輸センター （春日部本社と同所に所在する保管貨物を含む一般貨物運送業務）、Big-A生鮮センター（春日部本社と同所に所在する株式会社ビッグ・エー店舗向け仕分、店舗納品を行うチルド配送専門部署）を業務とする。
- 東洋倉庫株式会社は、春日部センター（埼玉県北葛飾郡杉戸町・関東圏を中心としたチャーター便と小口の共配運送業務）、小谷野センター（埼玉県春日部市小渕・アパレル・雑貨等の流通加工が主業務、各種アソート出荷等）、成田センター（千葉県成田市・関東地区へのチャーター便と千葉県内への小口の運送業務）、高崎センター（群馬県佐波郡玉村町・同所に所在する倉庫においての保管業務とその配送）、新潟センター（新潟県新潟市南区・同所に所在する倉庫においての保管業務とその配送を含めた貨物運送業務）とする。

## 沿革
- 1968年4月 - 東洋倉庫株式会社を設立。春日部営業所、配送センター開所
- 1969年2月 - 埼玉県浦和市（現：さいたま市）に浦和営業所開設
- 1970年12月 - 千葉県柏市に柏営業所開設
- 1975年10月 - 日本縦貫倉庫（AWJ) グループ結成参加
- 1976年11月 - 春日部営業所に立体自動倉庫設置
- 1978年4月 - 埼玉運輸事業共同組合のトラックセンター開設
- 1983年5月 - 埼玉倉庫団地協同組合設立参加
- 1988年1月 - 配送部門を東洋物流株式会社として分社
- 1989年12月 - 新潟県聖籠町に新潟東港倉庫開設
- 1990年10月 - 春日部小渕ビル開設
- 1993年1月 - 流通加工部門を東洋パック株式会社として分社
- 1997年1月 - 東栄株式会社を設立
- 1999年12月 - 東洋パック株式会社・東栄株式会社を東洋倉庫株式会社に吸収
- 2000年6月 - 東洋急配有限会社を東洋倉庫株式会社に吸収
- 2001年5月 - 越谷営業所を売却により閉鎖
- 2001年9月 - ISO 9001・2000認証取得
- 2010年9月27日 - 東洋倉庫株式会社と関連の東洋物流株式会社は、東京地裁に民事再生法の適用申請し同日監督命令を受けた。負債は東陽倉庫が25億7865万円（平成22年3月期決算ベース）、東洋物流（株）が4億5335万円（平成21年12月期決算ベース）で合計30億3200万円。[2]
- 2010年10月 - 東洋倉庫及び東洋物流を多摩運送が事業譲渡を受け、春日部事業部となった。

## 関連会社
- 東洋物流株式会社